# (2044) Вирт
(2044) Вирт (англ. Wirt) — небольшой астероид, который относится к группе астероидов пересекающих орбиту Марса. Он был открыт 8 ноября 1950 года американским астрономом Карлом Виртаненом в Ликской обсерватории близ города Сан-Хосе и назван в честь своего первооткрывателя. 

Орбита астероида Вирт и его положение в Солнечной системе
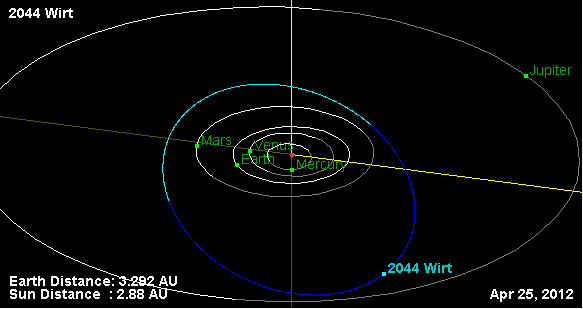
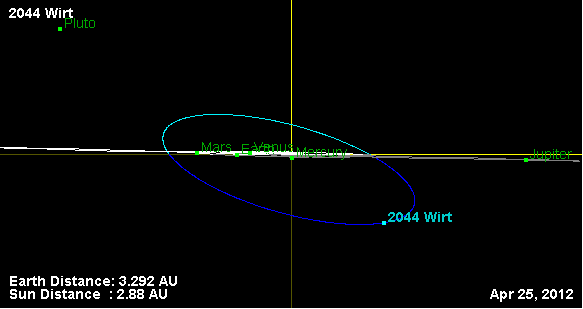
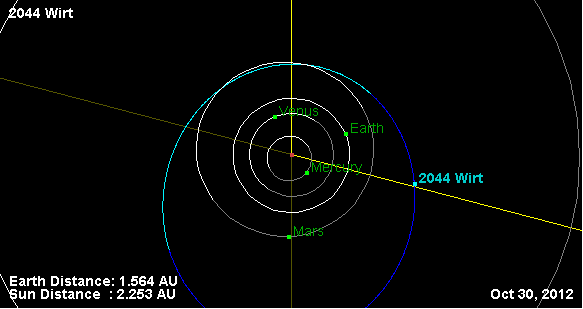

Фотометрические наблюдения, проведённые в 2005 году, позволили выявить у астероида (2044) Вирт небольшой спутник размером 2 км, которые вращается вокруг основного астероида с периодом 18,97 часа.